# Societas delinquere non potest
Societas delinquere non potest es un brocardo latino utilizado fundamentalmente en derecho penal que puede traducirse como “una sociedad no puede delinquir”. Con frecuencia atribuido erróneamente al derecho romano, se trata no obstante de una frase inventada en 1881 por el penalista alemán Franz von Liszt.

## Origen
Aunque instintivamente se ha atribuido siempre esta frase al derecho romano por el hecho de estar redactada en lengua latina, lo cierto es que según ha podido demostrar el penalista español Víctor Martínez Patón la frase no tiene origen remoto sino que fue inventada por el penalista Franz von Liszt en la primera edición de su manual (Das deutsche Reichsstrafrecht), publicada en 1881.
La invención remitía a un esquema utilizado por primera vez por Paul Johann Anselm von Feuerbach según el cual tras explicar un determinado principio le daba formulación en latín: así inventó Feuerbach en 1801 la frase nulla poena sine lege.

## Contenido
Franz von Liszt inventó el brocardo societas delinquere non potest para condensar en una sola frase la doctrina iniciada fundamentalmente a partir de Feuerbach en virtud de la cual se consideraba que las personas jurídicas no podían cometer delitos dado que carecían tanto de capacidad de acción como de culpabilidad.
Esta doctrina negacionista de la responsabilidad penal de las personas jurídicas fue una creación novedosa de Feuerbach, pues hasta ese momento y con algunas excepciones residuales, todos los países con sistema jurídico heredero del derecho romano habían reconocido a las corporaciones como sujetos de derecho penal, tal y como había hecho también el propio derecho romano.

## Vigencia
Al margen de los intentos previos a la II Guerra Mundial por reincorporar a los derechos positivos la responsabilidad penal de las personas jurídicas, fundamentalmente a partir del Congreso de la Asociación Internacional de Derecho Penal que tuvo lugar en Bucarest en 1929, la reintroducción de este tipo de responsabilidad penal puede establecerse a partir de la Recomendación 18/1988 del Comité de Ministros del Consejo de Europa, que exhortó a los Estados miembros a introducir en sus ordenamientos jurídicos un sistema represivo de las conductas de las personas jurídicas. En España se introdujo la responsabilidad penal de las personas jurídicas en el Código Penal a través de la LO 5/2010, de 22 de junio.